# Хидро-Квебек
„Хидро-Квебек“ е електрическа компания със седалище в Монреал, Канада, основана през 1944 г.
Занимава се с производство, търговия и разпределяне на електрическа енергия. С 60 водноелектрически и една атомна електроцентрала, „Хидро-Квебек“ е най-големият производител на електрическа енергия в Канада и сред най-големите производители на водна електрическа енергия в света. Общата мощност на електроцентралите достига почти 40 000 MW през 2009 г. С развитието на няколко големи проекта от 1944 г. Хидро-Квебек доставя над 40% от електричеството в Квебек.

## История
Още с Голямата депресия през 1929 г. се заражда идеята за обща енергийна компания в Квебек. Постепенно, с непрекъснатото развитие на нови проекти, „Хидро-Квебек“ израства до енергиен гигант.

### Берсимис
Берсимис е сред първите големи проекти на „Хидро-Квебек“. Първата ВЕЦ „Берсимис-1“ е построена на язовир на река Бетсиамит от 1953 до 1956 г. с мощност 1178 MW и 8 турбини. „Берсимис-2“ е следващата ВЕЦ, построена 1956 – 1959 с мощност от 869 MW и 5 турбини.

### Карилон
Карилон е вторият голям проект, започнал през 1959 г. – веднага след завършването на „Берсимис“. През 1964 г. е открит язовир „Карилон“ на река Отава, разполагащ с ВЕЦ с мощност от 752 MW.

### Маник-Утард
Ядрото на проекта е язовир „Даниел Джонсън“, по-рано известен като „Маник-5“, завършен през 1970 г., разположен на р. Меникуейгън (Маник), разполага с 12 турбини и 2500 MW, като 4 от турбините са пуснати през 1990 г. Той осигурява енергия за ВЕЦ „Маник-5“.

### Чърчил Фолс
Чърчил фолс („Водопадите Чърчил“), разположен на река Чърчил, има инсталирани 11 турбини с огромна мощност – почти 5500 MW. „Хидро-Квебек“ притежава ок. 35%. Проектът е реализиран от 1967 до 1974 г.

### Джеймс Бей
„Джеймс Бей“ е най-големият проект на „Хидро-Квебек“, като са приведени в действие над 16 000 MW мощност в 2 фази, а третата (последна) се строи.
- Фаза 1 (1974 – 1988)

Достигнати са 10 800 MW инсталирана мощност на „Голямата река“ (La Grande River) с вецовете „Ла Гранде“ – 1, 2, 3 и 4. При строенето са изразходвани над 155 000 000 m³ насипен материал, 138 000 тона стомана, 550 000 тона цимент и почти 70 000 тона експлозиви.
- Фаза 2 (1989 – 1996)

Във Фаза 2 са добавени още 5 по-малки ВЕЦ („Брисей“, „Ла Гранде 1“, „Ла Гранде 2А“, „Лафордж“ – 1 и 2). На 13 март 1989 г. силна буря предизвиква авария на каскадата и оставя по-голямата част от Квебек без електричество за повече от 9 часа.
- Грейт Уейл Ривър

Проект „Грейт Уейл Ривър“ („Голямата Китова река“) е от 1970 г., като проучвания по проекта са правени през 1994 и 2002 г. „Хидро-Квебек“ преустановява проекта за неопределено време.
- Рупърт Ривър

Територията около река Рупърт е под контрола на индианците крий, с които „Хидро-Квебек“ сключва 2 договора (La Paix des Braves – „Мирът на смелите“, 2002 и 2004) и изграждат „Ийстмайн-1“ с мощност 480 MW. В договора от 2004 г. са предвидени ВЕЦ „Ийстмайн-1А“ и „Сарсел“ с обща мощност от 888 MW.

## Елцентрали
| Ел. централа                            | Река                                    | Мощност (MW) |
| --------------------------------------- | --------------------------------------- | ------------ |
| Роберт-Бураса (Ла Гранде-2)             | Ла Гранде                               | 5616         |
| Ла Гранде-4                             | Ла Гранде                               | 2779         |
| Ла Гранде-3                             | Ла Гранде                               | 2417         |
| Ла Гранде-2-A                           | Ла Гранде                               | 2106         |
| Beauharnois                             | Сейнт Лорън                             | 1903         |
| Даниел Джонсън (Маник-5)                | Маникуейгън                             | 1596         |
| Ла Гранде-1                             | Ла Гранде                               | 1436         |
| René-Lévesque                           | Маникуейгън                             | 1244         |
| Берсимис-1                              | Бетсиамит                               | 1178         |
| Jean-Lesage                             | Маникуейгън                             | 1145         |
| Утард-3                                 | Утард                                   | 1026         |
| Други (46 ВЕЦ, 1 АЕЦ, 4 ТЕЦ, 1 вятърна) | Други (46 ВЕЦ, 1 АЕЦ, 4 ТЕЦ, 1 вятърна) | 12 941       |